# Трушківська сільська рада
Трушкі́вська сільська́ ра́да — орган місцевого самоврядування (1920—2017) у Білоцерківському районі Київської області з адміністративним центром у с. Трушки.

## Загальні відомості
Історична дата утворення: в 1920 році. Після об'єднання навколишніх сіл у Фурсівську сільську об'єднану територіальну громаду (ОТГ) з 15 листопада 2017 року Трушківська сільська рада ліквідована; село Трушки підпорядковане Фурсівській сільській раді.
Водоймища на підпорядкованій раді території: річка Ростави́ця (місцева назва — Растави́ця).

## Населені пункти
Сільській раді були підпорядковані населені пункти:
- с. Трушки

## Склад ради
Рада складалася із 16 депутатів та голови.

### Керівний склад ради
- Сільський голова: Глуховенко Тетяна Володимирівна. Безпартійна. Дата обрання — 26.10.2015; дата припинення повноважень — 31.10.2019 (фактично — від 15.11.2017, після об'єднання територіальних громад).